# Oiophassus nycterus
Oiophassus nycterus är en fjärilsart som beskrevs av Zhang 1989. Oiophassus nycterus ingår i släktet Oiophassus och familjen rotfjärilar. Inga underarter finns listade i Catalogue of Life.